# Бай мир бисту шейн
«Бай мир бисту шейн» (идиш בײַ מיר ביסטו שײן‎ — «Для меня ты красива») — песня, мелодия которой стала популярна в XX веке. На русском языке известны по меньшей мере четыре песни на эту мелодию и множество её аранжировок, она стала «дворовой».

## История создания
Мелодию песни написал американский еврейский композитор Шолом Секунда на слова Джейкоба Джейкобса в 1932 году для мюзикла на идише «Ме кен лебн нор ме лозт ништ» («Можно было бы жить, да не дают»; английское название «I Would if I Could» — «Если бы я мог»). Мюзикл был поставлен в бруклинском Rolland Theater. Песню исполнял известный актёр и певец Аарон Лебедефф, на премьере зрители вызывали его на «бис» несколько раз, прервав спектакль. Однако мюзикл не был успешным и просуществовал только один сезон.
В 1933 году было продано 10 тыс. экземпляров песни, она несколько лет исполнялась в ночных клубах Нижнего Истсайда.
Впоследствии Секунда делал попытки заинтересовать своей песней Голливуд, но они не увенчались успехом. Так, певец Эдди Кантор разубеждал его, говоря, что песня звучит «слишком по-еврейски».
В 1937 году, когда песню исполняли на идише два чёрных певца в Apollo Theatre в Гарлеме, её услышал молодой музыкант Сэмми Кан. Увидев, каким успехом пользуется песня, он предложил своему работодателю связаться с издателями братьями Кэмменс (Kammens), чтобы они купили права на публикацию песни, и они с Саулом Чаплином смогли бы создать свинговую версию на английском языке. В результате сделки Секунда продал издателям права всего за 30 долларов, которые к тому же были поделены пополам с автором текста.

## Успех в США и мире
24 ноября 1937 года песню на новый английский текст Кана и Чаплина записало на фирме Decca Records малоизвестное тогда трио сестёр Эндрюс. От первоначального текста остались лишь название и первая строчка припева, записанные по-немецки как «Bei Mir Bist Du Schön». Песня очень скоро стала хитом в США, а сёстры Эндрюс стали знаменитыми. Многие американцы, никогда не слышавшие ни идиша, ни немецкого, переиначивали название как «Buy Me a Beer, Mr. Shane» или «My Mere Bits of Shame».
Песня была переведена на многие языки, в том числе на немецкий; в нацистской Германии она была некоторое время популярна (исполняла шведка Цара Леандер), пока не выяснилось её «еврейское» происхождение, после чего она была запрещена. Успех песни в США вызвал интерес и к другим песням на идише, но ни одна из них не достигла такой популярности.
По оценкам, за 28 лет владения копирайтом на «Бай мир бисту шейн» Камменом и другими владельцами песня принесла 3 миллиона долларов. Её исполняли Элла Фицджеральд, Гай Ломбардо, Бенни Гудман с оркестром, Лайонел Хэмптон, Джуди Гарленд, Мэрилин Монро, Макс Грегер, Нина Хаген, Quadro Nuevo, сёстры Бэрри и многие другие.
Утверждают, что автор текста, Сэмми Кан, купил на гонорары от песни дом для своей матери. По городской легенде, мать Шолома Секунды, узнав об успехе песни, стала гораздо чаще посещать синагогу, и делала это четверть века — она была уверена, что таким образом Бог покарал Шолома за грехи, лишив его богатства. В то же время, сам Шолом относился к успеху, который обошёл его стороной, спокойно, сказав в интервью «Нью-Йорк Таймс»: «Это беспокоило всех вокруг больше, чем меня самого».

## Советские варианты
Популярность мелодии очень скоро дошла и до СССР. В 1940 году под названием «Моя красавица» её записал в инструментальном виде ленинградский джаз-оркестр под управлением Якова Скоморовского.
На данный мотив появились пародийные тексты — «Старушка не спеша дорогу перешла» и «Красавица моя красива, как свинья».
На эту же мелодию в 1942—1943 годах была написана песня «Барон фон дер Пшик» (музыкальная обработка — Орест Кандат, слова — Анатолий Фидровский), которую тоже исполнял Утёсов.
На одной из пластинок Апрелевского завода «Моя красавица» было написано: «Музыка И.Жака».

### «В кейптаунском порту»
Широко известна ещё одна «народная» песня на ту же мелодию — «В кейптаунском порту», в которой рассказывается о пьяной драке между английскими и французскими моряками. Первый вариант этой песни под названием «Жанетта» написал в 1940 году ученик 9 класса 242-й ленинградской школы Павел Гандельман; начали они сочинять вдвоём с одноклассником, но тот быстро охладел к этому занятию. Гандельман вспоминал: «Всюду звучали шлягеры на подобные темы: „Девушка из маленькой таверны“, „В таинственном шумном Сайгоне“, они возникали ниоткуда, никто не знал их авторов, но пели их все. И мне захотелось сочинить что-то подобное, такую сокрушительно-кровавую песню на популярный мотив».
Песня с 1940-х годов разошлась по стране, став городским фольклором, обросла различными вариантами, чаще всего сильно отличающимися от первоначальной версии. Наиболее известные современные варианты тоже отличаются от первоначального.
Виктор Конецкий в повести-эссе «Третий лишний» описывает историю обнаружения авторства песни.
Псой Короленко включил по одному куплету из разных вариантов текста в свою композицию «Шлягер века», авторами которой указаны Ш. Секунда — С. Кан, С. Чаплин — Дж. Джекобс — А. Фидровский — П. Гендельман — А. Северный — П. Короленко.
Песню «В кейптаунском порту» исполняли:
- Элеонора Филина;
- А. Макаревич и А. Козлов;
- Людмила Петрушевская и Дмитрий Шагин на диске «Митьковская бескозырка» (в варианте «В один английский порт…»);
- Станислав Чекан в фильме «Развлечение для старичков»;
- Лариса Долина;
- Аркадий Северный;
- Михаил Боярский;
- Александр Ф. Скляр и Гарик Сукачёв;
- Gagarin Brothers;
- Александр Малинин.